# العلاقات البولندية السويسرية
العلاقات البولندية السويسرية هي العلاقات الثنائية التي تجمع بين بولندا وسويسرا.

## مقارنة بين البلدين
هذه مقارنة عامة ومرجعية للدولتين:
| وجه المقارنة                                              | بولندا                                                                             | سويسرا                                                                                      |
| --------------------------------------------------------- | ---------------------------------------------------------------------------------- | ------------------------------------------------------------------------------------------- |
| المساحة (كم2)                                             | 312.68 ألف                                                                         | 41.28 ألف                                                                                   |
| عدد السكان (نسمة)                                         | 38.43 مليون                                                                        | 8.21 مليون                                                                                  |
| الكثافة السكانية (ن./كم²)                                 | 122.91                                                                             | 198.89                                                                                      |
| العاصمة                                                   | وارسو                                                                              | برن                                                                                         |
| اللغة الرسمية                                             | اللغة البولندية                                                                    | اللغة الألمانية، اللغة الإيطالية، لغة فرنسية، اللغة الرومانشية، الألمانية السويسرية الموحدة |
| العملة                                                    | زلوتي بولندي                                                                       | فرنك سويسري                                                                                 |
| الناتج المحلي الإجمالي (بليون دولار)                      | 524.51 مليار                                                                       | 678.89 مليار                                                                                |
| الناتج المحلي الإجمالي (تعادل القوة الشرائية) بليون دولار | 1.02 تريليون                                                                       | 518.07 مليار                                                                                |
| الناتج المحلي الإجمالي الاسمي للفرد دولار أمريكي          | 12.55 ألف                                                                          | 80.94 ألف                                                                                   |
| الناتج المحلي الإجمالي للفرد دولار أمريكي                 | 26.14 ألف                                                                          | 59.54 ألف                                                                                   |
| مؤشر التنمية البشرية                                      | 0.843                                                                              | 0.930                                                                                       |
| رمز المكالمات الدولي                                      | +48                                                                                | +41                                                                                         |
| رمز الإنترنت                                              | .pl                                                                                | .ch، .swiss ‏                                                                                |
| المنطقة الزمنية                                           | توقيت وسط أوروبا، ت ع م+01:00، ت ع م+02:00، أوروبا/وارسو ‏، توقيت وسط أوروبا الصيفي | توقيت وسط أوروبا، ت ع م+01:00، ت ع م+02:00، أوروبا/زيورخ ‏                                   |

## مدن متوأمة
في ما يلي قائمة باتفاقيات التوأمة بين مدن بولندية وسويسرية:
- ترتبط Dobrzeń Wielki [الإنجليزية]‏ مع ويل باتفاقية توأمة منذ 1990.
- ترتبط Zduny [الإنجليزية]‏ مع كيوسانشات باتفاقية توأمة.
- ترتبط جيشن مع لوسرن باتفاقية توأمة.
- ترتبط كراكوف مع سولوتورن باتفاقية توأمة منذ 6 ديسمبر 1991.[16][17][16][17]
- ترتبط Dąbrowica, Lublin County [الإنجليزية]‏ مع Schmitten, Fribourg [الإنجليزية]‏ باتفاقية توأمة.

## منظمات دولية مشتركة
يشترك البلدان في عضوية مجموعة من المنظمات الدولية، منها:
| علم المنظمة | اسم المنظمة                             | تاريخ انضمام بولندا | تاريخ انضمام سويسرا |
| ----------- | --------------------------------------- | ------------------- | ------------------- |
|             | مؤسسة التمويل الدولية                   | 29 ديسمبر 1987      | 29 مايو 1992        |
|             | يونسكو                                  | 6 نوفمبر 1946       | 28 يناير 1949       |
|             | مجموعة أستراليا                         | 1994                | 1987                |
|             | مجموعة الموردين النوويين                | ?                   | ?                   |
|             | الوكالة الدولية للطاقة                  | 25 سبتمبر 2008      | ?                   |
|             | مؤسسة التنمية الدولية                   | 28 أكتوبر 1960      | 29 مايو 1992        |
|             | منظمة التعاون الاقتصادي والتنمية        | 22 نوفمبر 1996      | ?                   |
|             | نظام تحكم تكنولوجيا القذائف             | 1998                | 1992                |
|             | وكالة ضمان الاستثمار متعدد الأطراف      | 29 يونيو 1990       | 12 أبريل 1988       |
|             | منظمة حظر الأسلحة الكيميائية            | ?                   | ?                   |
|             | الاتحاد الدولي للاتصالات                | 1921                | 1866                |
|             | الأمم المتحدة                           | 24 أكتوبر 1945      | 10 سبتمبر 2002      |
|             | منظمة الشرطة الجنائية الدولية           | ?                   | ?                   |
|             | البنك الدولي للإنشاء والتعمير           | 27 يونيو 1986       | 29 مايو 1992        |
|             | منظمة الأمن والتعاون في أوروبا          | 25 يونيو 1973       | 25 يونيو 1973       |
|             | وكالة الفضاء الأوروبية                  | 19 يناير 2012       | ?                   |
|             | الاتحاد البريدي العالمي                 | 1 مايو 1919         | ?                   |
|             | منظمة التجارة العالمية                  | 1 يوليو 1995        | ?                   |
|             | الفريق المعني برصد الأرض                | ?                   | ?                   |
|             | المنظمة الأوروبية لسلامة الملاحة الجوية | 2004                | 1992                |
|             | مجلس أوروبا                             | 26 نوفمبر 1991      | ?                   |

## أعلام
هذه قائمة لبعض الشخصيات التي تربطها علاقات بالبلدين:
- أغسطس زاليسكي (13 سبتمبر 1883 – 7 أبريل 1972[27])
- سكوت سوتير (لاعب كرة قدم سويسري، 13 مايو 1986[28] – )

## وصلات خارجية
- موقع وزارة الخارجية البولندية
- موقع وزارة الخارجية السويسرية